# 博奈 (索恩-卢瓦尔省)
博奈（法語：Bonnay，法語發音：[bɔnɛ]）是法国索恩-卢瓦尔省的一个旧市镇，属于马孔区。2023年1月1日，博奈与市镇圣伊泰尔合并为新市镇博奈-圣伊泰尔，博奈为新市镇行政中心。

## 地理
博奈（46°33'0"N, 4°37'18"E）面积11.99 平方千米，位于法国勃艮第-弗朗什-孔泰大區索恩-卢瓦尔省，该省份为法国中部省份，北起顺时针与科多尔省、汝拉省、安省、罗讷省、卢瓦尔省、阿列省和涅夫勒省接壤。
与博奈接壤的市镇（或旧市镇、城区）包括：马莱、萨伊、圣伊泰尔、吉河畔萨洛奈、格罗讷河畔萨维尼、锡日勒沙泰勒。
博奈的时区为UTC+01:00、UTC+02:00（夏令时）。

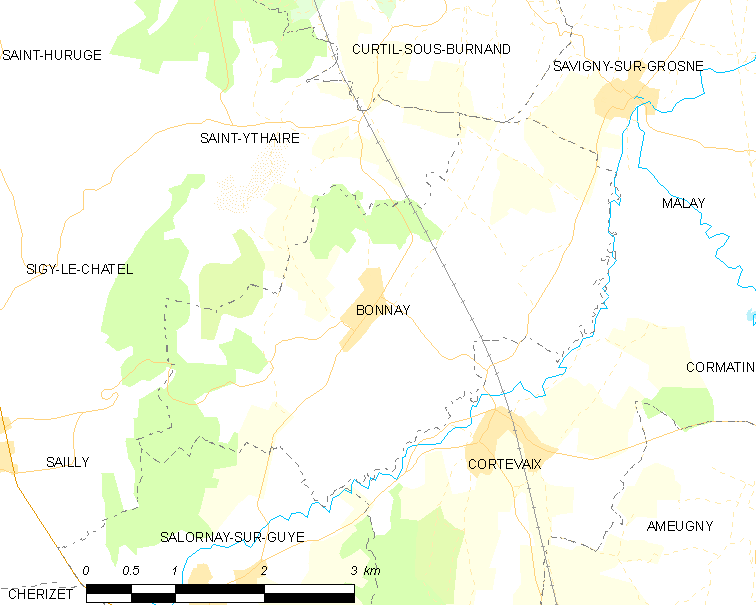
博奈的OSM定位图

## 行政
博奈的邮政编码为71460，INSEE市镇编码为71042。

## 政治
博奈所属的省级选区为克吕尼县。

## 人口

1962-2008年间博奈人口变化图示

博奈于2019年1月1日时的人口数量为318人。